# Ierne (yacht)
La Ierne est un voilier « plan Fife » construit en 1914 au chantier William Fife & Son, à Fairlie en Écosse, et rénové en 2008.

## Nom
Ierne (Hibernia en latin) est le nom de l'Irlande en grec.

## Historique
La Ierne a été construite en 1914 pour Arthur F Sharman-Crawford, marin irlandais, par William Fife III. elle était la troisième embarcation d'une série de quatre, de tailles différentes, construites par Fife. Il semblerait qu'elle ait été mise à l'abri de la guerre en Scandinavie. On la retrouve en 1920 appartenant au norvégien Magnus Korrow.
Elle a été rachetée à Antonio Correia, marin portugais, par Huw Morris-Jones et rénovée par Joe Irving en 2008 au chantier naval Draughtsman Yachts à Barton upon Humber.

## Description
La Ierne appartient à la jauge 8 Metre JI.
Elle porte un gréement bermudien Marconi, une voilure de 116 mètres carrés (1 249 pi2), un mât de 18 mètres (59 pi), une bôme de 11 mètres (36 pi) et un tangon de 6 mètres (20 pi).
| Longueur hors tout                | 15,55 mètres (51 pi)             |
| Longueur du pont                  | 13,73 mètres (45 pi)             |
| Longueur à la ligne de flottaison | 9 mètres (29,5 pi)               |
| Maître bau                        | 2,3 mètres (7,5 pi)              |
| Tirant d'eau                      | 1,75 mètres (5,7 pi)             |
| Déplacement                       | 9 tonnes                         |
| Construction                      | Bordés en acajou, strip-planking |

## Palmarès
- Ierne a gagné une médaille d'or pour la Norvège aux jeux olympiques de 1920 à Anvers en Belgique[4],[5].
- Ierne a été classée 3e à la régate Hoalen Brest Douarnenez Classic en 2024, derrière Mariquita et Moonbeam IV, bien plus grands qu'elle[6].

### Pages connexes
- William Fife
- 8 Metre